# Dryophytes flaviventris
Dryophytes flaviventris es una especie de anfibios de la familia Hylidae. Es endémica de Corea.